# Белкин, Марк Алексеевич
Марк Алексеевич Белкин (27.04.1911, Рязанская область — 06.09.1995) — советский военнослужащий, участник Великой Отечественной войны, полный кавалер ордена Славы, пулеметчик 12-го гвардейского кавалерийского полка, 3-й гвардейской кавалерийской дивизии 2-го гвардейского кавалерийского корпуса 1-го Белорусского фронта, гвардии сержант.

## Биография
Родился 14 апреля 1911 года в селе Рудника Скопинского района Рязанской области в крестьянской семье. С 1932 года жил в селе Баево Алтайского края, работал конюхом в бригаде № 4 сельскохозяйственной артели «Победа Ленина».
В сентябре 1934 года был призван в ряды Красной Армии. Служил на Дальнем Востоке на погранзаставе Рязанова, которая находилась в бухте Славянка Посьетского района Приморского края, участвовал в задержании семи вооруженных контрабандистов. В армии с помощью однополчан-москвичей освоил грамоту. В начале 1936 года был демобилизован по болезни.
Вернулся на Алтай. С января 1936 года работал охранником Госбанка, учился в вечерней школе. В ноябре 1939 года принят в члены ВКП/КПСС. С 1938 года, окончив 5 классов вечерней школы, работал кассиром Баевского отделения Госбанка. В июне 1940 года, по решению районного комитета ВКП, был направлен на должность заместителя председателя колхоза «Завет Ильича» Соболевского сельского Совета Баевского района Алтайского края. В ноябре 1940 года назначен председателем колхоза имени Шевченко Павловского сельского совета того же района.
В октябре 1941 года был вновь призван в ряды Красной Армии. В школе младших командиров на станции Татарск в совершенстве овладел станковым пулеметом системы «максим». Окончив курс подготовки, был направлен под Москву.
В декабре 1941 года назначен командиром отделения комендантского взвода 11-го кавалерийского полка. Принимал участие в обороне города Тулы. В марте 1942 был направлен на учёбу в школу офицеров, которую не успел закончить. В июле 1942 года, согласно приказу № 227, известного как «Ни шагу назад.», из бойцов и командиров стали формироваться заградотряды. Белкин был назначен парторгом в такой отряд, в котором нес службу до конца 1942 года. После расформирования отряда Белкин направлен командиром расчета станкового пулемета в 4-й эскадрон 1-го гвардейского кавалерийского полка. В составе этой части прошел до конца войны.
22 июля 1944 года в бою под городом Хелм пулеметчик гвардии красноармеец Белкин поразил из пулемета 15 противников. Преследуя отступающего противника, в июле 1944 года полк участвовал в боях под городом Седлец. Расчет Белкина был в составе четырёх команд станковых пулеметов, занявших линию обороны в 2 км от города. Солдаты расположили огневые точки в лесу с интервалом в 50 метров, хорошо окопались, замаскировали пулеметы. 31 июля, когда враг перешел в контратаку, пулеметчики подпустили врага на 60—100 м и открыли огонь. Всего гитлеровцами было предпринято 5 атак, но оборона не была прорвана. Вражеские потери составили около 100 солдат и офицеров убитыми, остальные покинули город. На личном счету Белкина десятки уничтоженных фашистов.
Приказом от 8 августа 1944 года гвардии красноармеец Белкин Марк Алексеевич награждён орденом Славы 3-й степени.
26 января 1945 года в боевых действиях юго-западнее города Быдгощ командир расчета гвардии младший сержант Белкин пулеметным огнём сразил около 15 солдат и офицеров, что способствовало успеху эскадрона в бою. 2 февраля у населенного пункта Флефрборк истребил свыше 10 фашистов.
Приказом от 12 марта 1945 года гвардии младший сержант Белкин Марк Алексеевич награждён орденом Славы 2-й степени.
22 апреля 1945 года гвардии сержант Белкин вместе с расчетом преодолел реку Шпре в районе города Фюрстенвальде и занял огневую позицию на левом берегу. Ведя огонь из пулемета, помог форсировать водный рубеж стрелковым подразделениям, нанеся врагу немалый урон в живой силе: уничтожил свыше тридцати вражеских солдат и офицеров и подавил две пулеметные точки.
26 апреля на окраине города Берлин был ранен. Лечение проходил в госпитале г. Лович. Здесь встретил День Победы. После войны продолжал службу в армии. В декабре 1946 года гвардии старшина Белкин уволен в запас.
Указом Президиума Верховного Совета СССР от 15 мая 1946 года за исключительное мужество, отвагу и бесстрашие, проявленные на заключительном этапе Великой Отечественной войны в боях с вражескими захватчиками, гвардии сержант Белкин Марк Алексеевич награждён орденом Славы 1-й степени. Стал полным кавалером ордена Славы.
Вернулся на Алтай. Вскоре был назначен на должность заведующего коммунальным отделом Баевского райисполкома, затем в этом же году был назначен на пост директора райпромкомбината, где проработал до 1955 года. Позднее работал управляющим отделением Чуманского совхоза Баевского района Алтайского края. В связи с прогрессирующей болезнью глаз переехал в город Новосибирск. После операции вернулся к трудовой деятельности.
В 1963—1974 годах работал в электроремонтном цехе металлургического завода. В 1965 году окончил двухгодичный курс факультета политической экономии областного Университета марксизма-ленинизма. В 1974 года ушёл на заслуженный отдых, персональный пенсионер союзного значения. Занимался общественной работой, был членом военно-патриотического общества при Новосибирском Доме офицеров.
Жил в городе Новосибирск. Скончался 6 сентября 1995 года. Похоронен на Заельцовском кладбище в Новосибирске.
Награждён орденами Отечественной войны 1-й степени, Славы 1-й, 2-й и 3-й степеней, медалями.
Его имя увековечено на Мемориале Славы в Барнауле, а также в Новосибирске на Аллее Героев у Монумента Славы.